# ローマ・トレ大学
ローマ・トレ大学（ローマ・トレだいがく）またはローマ第三大学（ローマだいさんだいがく、イタリア語: Università degli Studi Roma Tre）はイタリアのローマにある公立研究大学で開学は1992年、本校舎はオスティエンセ地区に位置する。ローマ・ラ・サピエンツァ大学の教授の陳情を受けた公教育省は、ローマ市首都圏に3番目の公立大学として本学を設立した。大学校舎や教職員向け学習・研究施設には、歴史的建造物を転用している。

## 概要
8専門課程と12学部を置き在籍する学生数は3万4,034人、教職員数は1,370人である。現在、学部課程54、修士課程75、博士前期課程16に加え博士後期課程5を提供する。ローマの大学中、入学者数で2番目に大きく、イタリア全国でも最大規模の研究機関である。図書館は大学図書館システム (通称SBA) に参加している。 

## 沿革
1980年代半ば、ローマ市の大学入学者の切迫した状況からローマに第3の公立大学を創設しようという機運が高まると、公教育省が招集した高等教育特別委員会が調査を行った。議論を重ねた結果、大学建設用地を市内の工場混在地区に選定、また大学の名称は創設順を表す数字を含め第三大学とすることが決定した。こうして1992年、ローマ第三大学が正式に開学する。歴史的建造物を大学校舎や教職員向け学習・研究施設に転用したことが節目となり、建て替えないという方針の確立と、周辺地域との融合が本学の発展のガイドラインともなった。
ローマ教皇フランシスコはローマで最も新しい本学を2017年2月17日に視察している。

## 組織と経営
大学の運営中枢は学長、副学長ならびに教員代表 (Academic Senate) および理事会で構成され、大学の方針ならびに発展戦略の決定に責任を担う。大学律は大学の執行部も規定し、学生代表自治会や学部長会議ならびに大学オンブズマンを置く。
学長は大学の公式代表であり、職責において議長として大学運営会議と執行委員会、理事会それぞれの会議を招集する。さらに大学の指導と学務およびサービスの体系を監督し、適切に指導する。学長職はまたオンブズマンとして、教職員の教育および研究の自治に対応する。現職の学長はルカ・ピエトロマルキ教授 (Prof. Luca Pietromarchi)。 

### 歴代学長
1992-1998: ビアンカ・マリア・テデスキーニ・ラッリ Bianca Maria Tedeschini Lalli 
   1998-2013: グイド・ファビアーニ Guido Fabiani
   2013-2013: マリオ・モルガンティ Mario Morganti (学長代行)
   2013-2017: マリオ・パニッツァ Mario Panizza
   2017: マリア・フランチェスカ・レンツィ Maria Francesca Renzi (学長代行)
   2017-現在: ルカ・ピエトロマルキ Luca Pietromarchi

### 国外の大学との提携

#### 二重学位提携
両校の学位を認める提携校は次のとおり。
- ムルシア大学 (法学)
- ポワティエ大学 (法学)
- Nova Southeastern University (法学)

#### 国際協定校
大学間協定を結ぶ国外の提携先は多く、教授や研究者、学生の交換制度や移動の便宜を図っている。
世界的なパートナー協定はブラジリア大学、スイス連邦工科大学ローザンヌ校、パッソフンド大学、タルカ大学ならびにヴァルパライソ大学を数える。

#### 海外ネットワーク
世界の大学ネットワークのうち、ローマ・トレ大学とともに多様な分野で協力活動を促進し、ヨーロッパ地域に創出する共同の高等教育実現という課題を共有する大学とネットワークを築いている。
その一覧は以下のとおりである。
- 欧州景観条約実施に取り組む欧州大学ネットワーク（英語版）
- ヨーロッパ大学協会
- ヨーロッパ首都大学制度ネットワーク（英語版）
- 地中海大学連盟（英語版）

## 大学

### 入学
大学の新入生の定員は少なく、そのため入学試験の競争率は高くなる。どの学部も専攻単位で定員を決めており、大学入学委員会が実施する入学試験によって選抜する。学部ごとのの新入生定員は次のとおり。
- 建築学部は200人。
- 法学部は1,000人[10]。

### 専門課程
本学の専門課程は8つあり、学位課程の学術活動の定義と体系化ならびに連携を主な目的とする。
- 建築学科 (Facoltà di Architettura)[11] - 学士記および修士号を授与する。提携大学はEU諸国から東ヨーロッパ、中東、アメリカにわたる。イタリアの全国大学番付で常に第3位を保っている[要出典]。
- Federico Caffè 経済学部 (Facoltà di Economia "Federico Caffè")[12] - Federico Caffè 教授の名を冠したこの学部は、国外の大学と交換留学制度を充実させ、合わせて在学中に国内外の企業や研究機関との出会いの契機を設ける[要出典]。卒業生にはさまざまな就業機会があり、金融、経営、コンサルタント業および監査企業または銀行グループ、非営利団体、大学または研究機関において、学術または専門業務の管理職につくことができる。
- 教育科学学部[13]
- 工学部 (Facoltà di Ingegneria)[14]
- 法学部 (Facoltà di Giurisprudenza)[15] - オスティエンセ地区のサンパオロ・フォーリ・レ・ムーラ大聖堂に面しており最寄り駅はオスティエンセ街道。アメリカ全国の60法科系学部のランキングでは常に3、4位を保つ[16]。ローマ市内で唯一、実習講座を提供する[要出典]。この講座は主に人権、移民および難民法に焦点を当てる。
- 文学哲学部 (Facoltà di Lettere e Filosofia)[17] - 文学、哲学、歴史学、古典研究および考古学の古来からの学術分野とならんで美術史、音楽学、演劇学の講座がある。校舎最寄り駅はオスティエンセ街道。
- 数学・物理学、自然科学学部[18] -  異なる科学分野と研究領域から構成され、数学から化学、物理学から情報科学、地質学から生物学・生化学、自然科学から天文学、環境科学から文化遺産の保全と修復にわたる。
- 政治科学学部 (Facoltà di Scienze Politiche)[19]

#### アストレ高等研究所
アストレ高等研究所とは特に優秀な学生が学ぶ高等研究所 (イタリア)である。ローマ・トレ大学はこの高等研究所の交換プログラムとしてカリフォルニア大学バークレー校と提携した。

### 研究機関群
- イタリア・フランス研究センター[21] - 校舎は16世紀の歴史的建造物であるPalazzo Capizucchi を転用、元の礼拝堂は現在、センターの会議室として使われる。センターの運営によるギヨーム・アポリネール図書館が調整や主催を進める研究および協議活動は、外部の研究機関、イタリア国内およびフランスの公的および私的団体ならびに欧州連合機関と締結した契約および合意に基づく。オンラインで利用可能なデータベースや書誌および文書サービスを開設し、出版事業としてセンターの活動範囲で行われた研究がもたらす専門資料の書籍化に取り組む。学部学生、大学院生から博士課程履修者や学外からの参加者を対象に、会議や国際会議、セミナーを開催する。
- ラファゲッタ研究センター - 所在地はアッルミエーレー。
- アルティエロ・スピネッリ中核施設 - この機関はジャン・モネ構想（英語版）の一環である。
- ジョバンニ・プーリツェ ヨーロッパ法中核施設
- アメリカ研究学際研究センター[22]
- 教育学・社会学学際研究センター[23]
- 進化生態学学際研究センター[24]
- 制度経済学学際研究センター[25]
- アイルランド学・スコットランド学学際研究センター[26]
- ジョルジョ・レッキア政治・憲法・比較法学研究際研究センター [27]
- ソマリア学際研究センター[28]

## その他の大学付属機関
- 動物学・比較解剖学博物館[29] -  生物学における科学研究と教育の両方を支える研究施設。動物学資料の保存展示施設で、主に学生と博士課程履修者、研究者が利用。
- パラジウム劇場[30] - 大学の劇場。1920年代の I・サバティーニ (it) 設計を大学が改修。
- 大学農場 -(Roma Tre Farm) チャンピーノにあり面積24エーカー (97,000 m2) 、大学食堂の持続可能な食料プロジェクトの核。16世紀の農家の住宅を活用。

## 大学番付
この大学の各種統計による順位は次のとおりである。
- 570位/2万300大学 (Webometrics Ranking of World Universities 世界大学番付)[注釈 1]
- 392位/1万1千大学 (4ICU - 国際的な大学と総合大学番付; 総合大学部門 World Web Ranking)[要出典]
- 858位/3,042大学 (SCImago Institutions Rankingsグローバルランキング)[注釈 2]
- 698位/2,500大学 (世界大学ランキングの世界番付)[38][リンク切れ]

経済学部はイタリア国内のen:RePEc順位で常に上位25% に位置する。
法学部は常に国内上位5位に数えられ、AAA 認証 (センシス-Lラ・レプッブリカ統計) の根拠は学生の推薦入学試験と少人数クラス制度の2つが主に貢献している。

## 学生生活
学生生活は大学の講義や試験だけに限定されず、さまざまな学生活動がいくつも存在する。学生組織が複数あり、ヨーロッパ全土の大学と学生交換プログラムを組織している。
学生は自治会 (学生副学長と学生議会) を選挙で決め、さまざまな学生活動を調整する。教員団体に学生の意向を表明し、学業と教員の評価に加わることができる。学生は自分たちが関心を持つすべての事項と問題において、学生への呼びかけと参加を確実にしている。
- 芸術界への貢献 - 毎年、大学劇場で恒例のローマ・トレ大学映画祭を実施。
- ローマ・トレ新聞[41]  - 大学公認の学生新聞。学部と大学院の学生が自主的に発行しており、卒業後、報道関係に就職した者も多い。

### 学生の伝統
毎年、入学式の来賓に著名な公人を招き、新入生に記念講演が贈られ世界情勢について語られる。大学創立以来、式典の記念講演でイタリアの元首5人が登壇し、これまでにイタリア第9代大統領アントニオ・ルベルティ、第49代イタリア首相オスカー・ルイージ・スカルファロ、カルロ・アゼリオ・チャンピ、リア・ラビン、欧州中央銀行シーリーン・エバーディー、第7代 European Commissioner for Research, Innovation and Science トムマソ・パダ・シオッパ、理事会メンバー リサーチ・イノベーション・科学委員長フィリップ・ブスキン、第264教皇ヨハネ・パウロ2世、ケリー・ケネディ、マルコ・トラヴァリオ、6代 President of the European Parliament ジセップ・ボレル、第34代チリ大統領 ミシェル・バチェレ、第11代大統領ジョルジョ・ナポリターノ 、第52代イタリア首相、ロマーノ・プローディ。

## 著名な卒業生と教職員
以下の著名人が大学同窓である。Andrea Alù (科学者)、Alessandro Di Battista (政治家)、Joseph Pace (画家・彫刻家)、Marco Lo Muscio (音楽家)、Raffaele Monti (映画監督・脚本家・評論家)、ヴィルジニア・ラッジ、Cinzia Giorgio (文学者)。
また本学で教鞭をとり業績を上げた学者に以下の教員が含まれる。
- ピエール・ルイジ・ルイシ
- ピエールアンジェロ・ガレニャーニ
- パオロ・レオン・アンドレア・リカルディ
- ルチアーノ・デル・カスティーヨ
- ジュゼッペ・コンテ
- ジョルジオ・メルキオーリ
- ジャコモ・マラマオ
- マリオ・デ・カロ
- ロベルト・チプリアーニ
- ヴィットーリオ・コスタスタ
- アモス・ルッツァット